# Hampshire Championships 1950
Die Hampshire Championships 1950 im Badminton fanden vom 27. bis zum 28. Januar 1950 in Portsmouth statt.

## Die Sieger
| Disziplin    | Sieger                         |
| ------------ | ------------------------------ |
| Herreneinzel | nicht ausgetragen              |
| Dameneinzel  | Queenie Allen                  |
| Herrendoppel | J. E. Foster K. E. Foster      |
| Damendoppel  | K. M. Henderson Mimi Wyatt     |
| Mixed        | J. H. Lawton-Smith Betty Grace |